# Monte d'Oro
El Mont d'Oro (2.389 m), és un dels grans cims de l'illa de Còrsega. Es troba al sud del mont Rotondo (2 622 m) i al nord del mont Renoso (2.352 m) amb el poble de Vizzavona, d'on comença la seva ascensió, als seus peus.
Es tracta d'una ascensió moderadament difícil, amb un desnivell de 1.474 m, on cal certa experiència alpinística.
Constitueix amb el Monte Renoso, el Monte Cinto, el Monte Rotondo, i l'Incudine un dels cinc pics més alts de Còrsega.